# Boorfosfaat
Boorfosfaat is het boorzout van fosforzuur met als brutoformule BPO4. Het is een witte, kristallijne vaste stof die bij 1450 °C sublimeert zonder te ontleden. Naast de watervrije vorm vormt het ook hydraten met 3, 4 of 6 moleculen kristalwater.
Boorfosfaat heeft een hoge mate van chemische stabiliteit: het wordt niet aangetast door zuren. Het is vrijwel onoplosbaar in water en in de meeste organische oplosmiddelen. Het lost langzaam op in hete basische oplossingen of in gesmolten basen.

## Synthese
Er bestaan verscheidene methoden om boorfosfaat te bereiden:
- de reactie van boortrichloride met rode fosfor en lucht op hoge temperatuur
- de reactie van fosforzuur (H3PO4) of ammoniumfosfaat met boorzuur (H3BO3), gevolgd door een calcinatiestap bij 400 tot 600 °C[2]
- de reactie van fosforpentoxide (P2O5) en gesmolten boorzuuranhydride (boortrioxide) (B2O3) bij hoge temperatuur (600 à 1000 °C)[1]
- de reactie van boorzuuranhydride met fosforylhloride (POCl3) of fosforpentoxide

## Toepassingen
Boorfosfaat is geschikt als katalysator voor diverse chemische reacties, waaronder:
- de synthese van nitrilen uit organische zuren en ammoniak, zoals bijvoorbeeld adiponitril uit adipinezuur en ammoniak[2]
- de synthese van propionzuur uit ethyleen, koolstofmonoxide en stoom[3]
- de methylering van benzeen met dimethylether tot tolueen[4]
- de methylering van catechol tot guaiacol[5]
- de dehydratie van alcoholen zoals 2-butanol tot 2-buteen[6]
- de isomerisatie van 1-buteen tot cis- en trans-2-buteen en isobuteen[7]
- de dehydratie van een aldehyde tot het corresponderende dieen, in het bijzonder van 2-methylbutanal tot isopreen[8]

Vanwege de hoge thermische en chemische stabiliteit kan het ook gebruikt worden als bindmiddel in aardewerk en keramische materialen, in zuurbestendige coatings, als pigment in temperatuurbestendige verven of als vlamvertragend additief in polymeren.
Boorfosfaat wordt ook gebruikt als bron van fosfor voor fluorescerende materialen.